# Chimarra aureofusca
Chimarra aureofusca là một loài Trichoptera trong họ Philopotamidae. Chúng phân bố ở miền Australasia.